# Superior (condado de Douglas, Wisconsin)
Superior es un pueblo ubicado en el condado de Douglas en el estado estadounidense de Wisconsin. En el Censo de 2010 tenía una población de 2166 habitantes y una densidad poblacional de 7,76 personas por km².

## Geografía
Superior se encuentra ubicado en las coordenadas 46°35′2″N 92°9′45″O / 46.58389, -92.16250. Según la Oficina del Censo de los Estados Unidos, Superior tiene una superficie total de 279.08 km², de la cual 274.01 km² corresponden a tierra firme y (1.82%) 5.07 km² es agua.

## Demografía
Según el censo de 2010, había 2166 personas residiendo en Superior. La densidad de población era de 7,76 hab./km². De los 2166 habitantes, Superior estaba compuesto por el 96.49% blancos, el 0.14% eran afroamericanos, el 0.6% eran amerindios, el 0.09% eran asiáticos, el 0% eran isleños del Pacífico, el 0% eran de otras razas y el 2.68% pertenecían a dos o más razas. Del total de la población el 0.18% eran hispanos o latinos de cualquier raza.